# Physegenua lineata
Physegenua lineata är en tvåvingeart som beskrevs av Charles Howard Curran 1942. Physegenua lineata ingår i släktet Physegenua och familjen lövflugor. Inga underarter finns listade i Catalogue of Life.